# Datowanie względne
Datowanie względne (zwane inaczej relatywnym) – sposób datowania określający chronologię starszeństwa źródła archeologicznego. Pozwala jedynie stwierdzić, który zabytek jest młodszy lub starszy od innego w pewnej opracowanej poprzednio sekwencji. Wyróżnia się terminus ante quem oraz terminus post quem. Do metod datowania względnego zalicza się:
- metodę stratygraficzną
- metodę typologiczną
- metodę porównawczą (archeologia)
- seriacje
- metodę numizmatyczną
- względne datowanie kości
- datowanie lingwistyczne
- datowanie pyłkowe
- datowanie faunistyczne
- datowanie na podstawie rdzeni